# Real Audiencia von Mexico

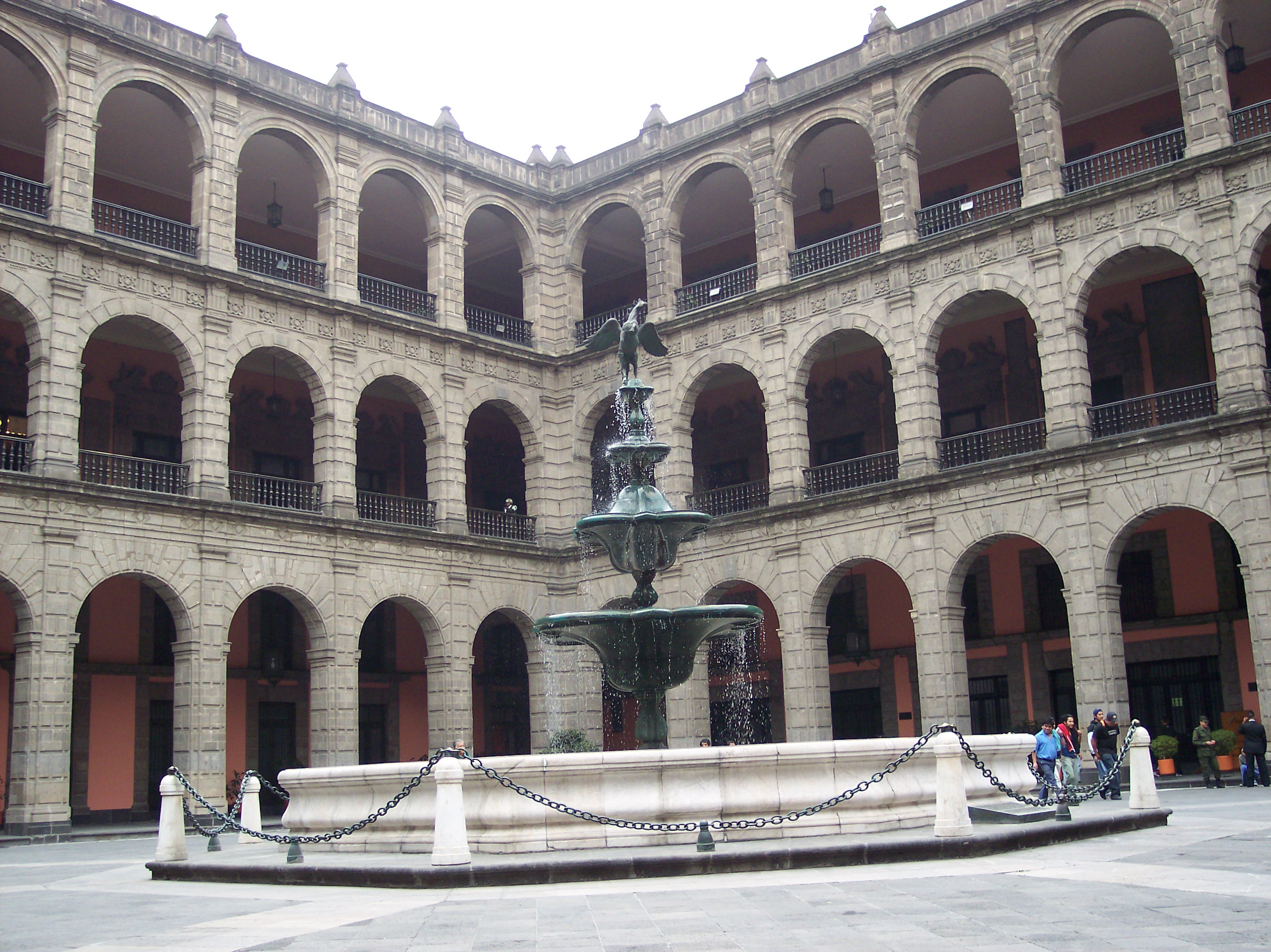
Die Real Audiencia von Mexico hatte ihren Sitz im heutigen Palacio Nacional

Die Real Audiencia von Mexico (auf Spanisch vollständig: Audiencia y Cancillería Real de México) war ein Gerichtshof in Mexiko-Stadt, eine Institution der Kolonialverwaltung und zugleich ein Gerichtsbezirk (Real Audiencia) der spanischen Krone. Sie bestand von 1528 bis 1822 im Rahmen des Vizekönigreichs Neuspanien.

## Die Rolle derReal Audienciasin den Kolonien
Nach der Eroberung von Mittel- und Südamerika (Conquista) durch die Spanier erließ König Karl V. die „Gesetze über Indien“ (spanisch: Leyes de Indias) sowie die „Neuen Gesetze“ (spanisch: Leyes Nuevas), in denen er die Verwaltung der überseeischen Kolonien im „Vizekönigreich Neu-Kastilien“ organisierte und regelte.
Für die Umsetzung der Gesetze und die Unterstützung der militärischen Gouverneure waren die Real Audiencias zuständig. Sie erfüllten damit Aufgaben in der Verwaltung und im Finanzwesen, die über die eines Gerichtshofes nach heutigem Verständnis weit hinausgingen, zumal eine Gewaltenteilung unbekannt war. Neben einem Vorsitzenden und normalerweise vier Richtern (spanisch: Oidores) gab es einen Staatsanwalt (spanisch: fiscal), aber auch nachgeordnete Exekutivkräfte wie einen Büttel (spanisch: alguacil mayor), Polizeikräfte, Übersetzer usw.

## Die Gründung 1527
Als die Spanier unter Hernán Cortés 1521 das Aztekenreich nach dem Fall von Tenochtitlán erobert hatten, errichteten sie zunächst in Coyoacán, später etwas weiter nördlich in Mexiko-Stadt ein Hauptquartier, das allmählich zum Regierungs- und Verwaltungszentrum für die Kolonie wuchs.
Da Cortés sich auf die Unterwerfung weiterer Gebiete konzentrierte, blieb kein Raum für die Verwaltung der eroberten Völker und Länder. Die Beschwerden am spanischen Hof häuften sich, und so befahl König Karl V. per Urkunde vom 29. November 1527 als Berufungsgericht und Verwaltungszentrum die Real Audiencia von Mexico einzurichten. Dies geschah, noch bevor das Vizekönigreich Neuspanien gegründet wurde.
Sie war damit die erste Audiencia auf dem amerikanischen Festland, zuvor war bereits eine Audiencia in Santo Domingo (1511) entstanden. Die Audiencias von Panamá (1538), Lima und Guatemala (1543) folgten erst später.

## Zuständigkeitsgebiet
Die Audiencia von Mexico war zunächst für das gesamte Festland in spanischer Hand zuständig. Mit der Gründung weiterer Audiencias wurde die Verantwortung aber zunehmend geteilt. Ab 1547 war die Audiencia für das Gebiet des heutigen Zentral-Mexiko zuständig, während der Norden sowie die spanischen Besitzungen in Kalifornien und New Mexico von der Real Audiencia von Guadalajara bearbeitet wurden.

## Erste Besetzung
Um der eigenmächtigen Herrschaft von Cortés Schranken zu setzen, benannte Madrid als ersten Vorsitzenden 1528 den Konquistador Nuño Beltrán de Guzmán. Zwischen dem militärischen Führer Cortés und dem Präsidenten der Audiencia, Beltrán de Guzmán, kam es schnell zu Rivalität. Zudem erreichten Meldungen von Korruption und Amtsmissbrauch den Hof in Madrid.

## Zweite Besetzung
In Konsequenz tauschte der Indienrat die Spitze der Audiencia aus und benannte als Vorsitzenden Sebastián Ramírez de Fuenleal, den Bischof von Santo Domingo, der von vier Oidores unterstützt werden sollte, darunter der spätere Bischof von Michoacán, Vasco de Quiroga. Die zweite Audiencia nahm Anfang 1531 ihre Arbeit auf und herrschte mit größerer Mäßigung, auch ihr gelang es aber nicht, das eroberte Gebiet nachhaltig zu befrieden.

## Audiencia im Vizekönigreich
So entschied sich der Hof, ein Vizekönigreich einzurichten und benannte 1530 Antonio de Mendoza als Vizekönig, der zugleich das Amt des Gouverneurs und den Vorsitz der Audiencia übernehmen sollte. Lediglich der militärische Oberbefehl im Range eines Generalkapitäns verblieb bis zu seinem Tode bei Cortés. Die Nachfolger Mendozas sollten alle drei Titel in sich vereinen.
Mit dem Wachstum der Kolonie und einer zunehmenden Arbeitsteilung wurde der Vorsitz in der Audiencia mehr und mehr zu einem formellen Titel, den der Vizekönig führte. Den eigentlichen Vorsitz bei Sitzungen hielt der dienstälteste Oidor, der als Dekan der Audiencia amtierte und zugleich den Vizekönig vertrat.

## Konkretisierung der Aufgaben 1680
Mit der Recopilación de Leyes de Indias fasste die spanische Krone 1680 die Einzelbestimmungen in der Neuen Welt, die über die Jahre erlassen worden waren, zu einem Gesetzestext zusammen. Für die Audiencia von Mexico wurde eine Zahl von acht Oidores festgelegt.

## Auflösung
1821 schloss der Führer der Unabhängigkeitsbewegung Agustín de Iturbide mit dem letzten spanischen Vizekönig Juan O’Donojú den Vertrag von Córdoba, der die Unabhängigkeit Mexikos besiegelte. Zu dieser Zeit beschränkte sich die Herrschaft der Spanier nur noch auf die Städte Acapulco, Mexiko-Stadt und Veracruz. Die Audiencia von Mexico ging im Zuge der Unabhängigkeit auf die mexikanische Verwaltung und Rechtsprechung über.